# Felipe Latgé
Felipe Latgé (Niterói, 17 de dezembro de 1994) é um publicitário e ex-ator brasileiro. Em 2005, ganhou um contestado segundo lugar no Prêmio Contigo na categoria de melhor ator infantil, pela sua atuação memorável na telenovela Da Cor do Pecado, como Otávio. Atualmente, é publicitário renomado e premiado; um dos mais promissores de sua geração.

## Na publicidade
- 2018 – Cannes Lions - Future Lions

## Na televisão
- 1995 – Você Decide - (Episódio: Veneno Ambiente)
- 1998 – Torre de Babel - Guiminha Toledo
- 2001 – As Filhas da Mãe - Felipinho
- 2004 – Da Cor do Pecado - Otávio Lambertini

## No cinema
- 2006 – O Sapo (curta-metragem)
- 2008 – Sexo com Amor - Serginho
- 2008 – Ouro Negro - A Saga do Petróleo Brasileiro - Pedro Gosch (Aos 10 anos)